# Nebraska School Activities Association
La Asociación de Actividades Escolares de Nebraska, en Inglés Nebraska School Activities Association (NSAA) es la organización que supervisa la competencia interescolar en el estado de Nebraska en la escuela de alto nivel. La declaración de la misión del (NSAA) es:

Las escuelas públicas y no públicas altas de Nebraska acordaron voluntariamente para formar la Asociación de Actividades Escolares de Nebraska para los siguientes fines:
- Para formular y realizar políticas que cultivar altos ideales de la ciudadanía, la competencia leal, la deportividad y el trabajo en equipo que complementarán los programas curriculares de las escuelas miembros.
- Para fomentar la uniformidad de las normas de competencia en la actividad interescolar.
- Organizar, desarrollar, dirigir y regular un programa de actividades interescolares que es equitativo y será proteger y promover la salud y el bienestar físico de todos los participantes.

## Clasificación
Las escuelas secundarias en Nebraska se asignan en clases que son determinados por el tamaño de la matrícula de la escuela. De mayor a menor, clases de actividad de la escuela secundaria de Nebraska son:
- AA (utilizado solo en la música)
- A
  - A1 (no oficial)
  - A2 (no oficial)
- C – en ciertas actividades, divididas en:
  - C1
  - C2
- D - en ciertas actividades, divididas en:
  - D1
  - D2

El número de clases que se utilizan para cada actividad varía según el número de escuelas participantes y por la naturaleza de la actividad; fútbol, voleibol, baloncesto, obras de teatro y expresión son las únicas actividades que se dividen en seis clases. Una clasificación adicional, D3, se utilizó para de fútbol americano de seis hombres hasta que el deporte fue eliminado de NSAA supervisión después de la temporada 1998.
Cada actividad tiene sus propias normas para la clasificación. Por ejemplo, una escuela secundaria puede competir en la clase D1 para el fútbol americano, Clase C2 para el voleibol, y Clase D para el atletismo.

## Actividades patrocinadas

### Otoño
- Fútbol americano de Escuela Secundaria (11 hombres la clase A, B, C1 y C2; 8 Hombres de Fútbol Americano en Clase D1 y D2
- Golf para niňas
- Softbol
- Tenis para niňos
- Voleibol
- Campo a través
- Una Ley de Juegos
- Equipo de baile

### Invierno
- Natación y Salto
- Baloncesto
- Lucha
- Debate
- Discurso
- Hockey sobre Hielo de niňos & niňas

### Primavera
- Béisbol
- Golf para niňos
- Fútbol
- Tenis para niňas
- Atletismo
- Música
- Periodismo

- Datos: Q17021060